# Ardennais suédois
L'Ardennais suédois (suédois : Svensk ardennerhäst) est une race de chevaux de trait. Au XIXe siècle, la Suède connaît un grand essor de l'agriculture, suscitant l'importation de chevaux Ardennais belges et français. Après s'être répandu dans le sud et le centre du pays pour les travaux agricoles et le débardage, l'Ardennais suédois connaît un important déclin durant la seconde moitié du XXe siècle tandis que ces activités sont motorisées. 
Cheval de trait de taille moyenne au modèle lourd, l'Ardennais suédois a des crins fournis, une bonne rusticité et un tempérament réputé calme. Il sert toujours principalement au débardage forestier. Ses effectifs sont inférieurs à 5 000 individus, ce qui le place parmi les races locales en danger d'extinction. La forte réduction des naissances en 2024 suscite des préoccupations quant à la survie de cette race, considérée comme un patrimoine culturel en Suède. 

## Dénomination et sources
Le nom de cette race de chevaux en suédois est Svensk Ardenner selon les travaux de Kiekergaard et collègues publiés en 2020. En anglais, il est nommé Swedish Ardennes,.
D'après une recension publiée en 2020, l'Ardennais suédois a fait l'objet de cinq travaux scientifiques, trois portant sur sa diversité génétique et deux sur la caractérisation phénotypique. L'importance socio-culturelle éventuelle de l'Ardennais suédois n'a pas fait l'objet d'analyses.

## Histoire

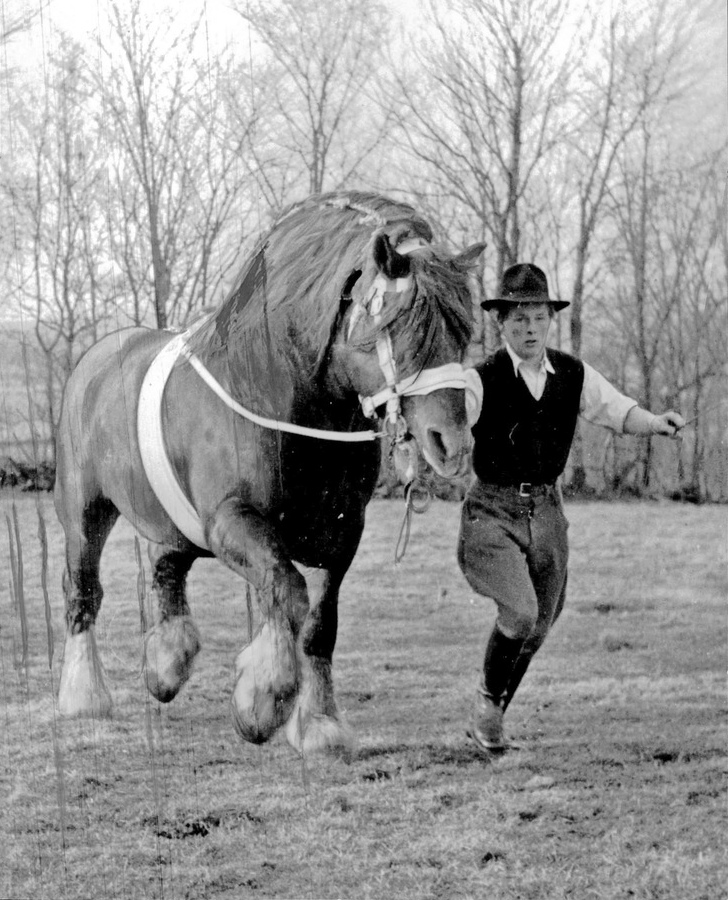
Ardennais suédois présenté au public en 1945 dans la municipalité de Varberg.

Il est sélectionné à la fin du XIXe siècle, dans un contexte d'intensification de l'agriculture. L'Ardennais en est à l'origine, la plupart des chevaux de trait d'Europe du Nord provenant de l'Ardennais et du Frison. Les premières importations d'Ardennais en Suède remontent au milieu du XIXe siècle selon Jasper Nissen. Cependant, Valérie Masson (CAB International) ainsi que l'association suédoise de la race (Avelsföreningen Svenska Ardennerhästen) datent l'origine de l'Ardennais suédois à 1873,. Le comte C. G. Wrangel a importé des ardennais belges et français, qu'il a croisés ensuite avec des juments locales suédoises,,,. Le registre généalogique de l'Ardennais suédois est créé en 1870 selon les informations fournies par la base de données DAD-IS,. En 1873, Wrangle importe les trois étalons Faro, Ardenne et Railleur du sud de la Belgique vers Kinnekulle, et renforce ces importations l'année suivante, avec les juments La Mère et Rigolette,,, importées à Blomberg dans le comté de Skaraborg. Cet élevage est considéré comme le premier et le plus ancien d'Ardennais suédois par l'association de race.
En dix ans, cette race connaît un véritable essor, au point de se trouver dans différentes régions de la Suède en 1880, principalement au sud et au centre du pays,. De nombreux élevages voient le jour. Dans les régions du Nord, le croisement a peu de succès et la race locale, le Suédois du Nord, reste prédominante. L'association des éleveurs est créée en 1901,, en même temps qu'un registre généalogique dédié.
En 1948, 26 500 juments ardennaises sont recensées en Suède. La motorisation de l'agriculture raréfie peu à peu les effectifs. En 1976, malgré l’importante progression de la motorisation des transports en Suède, l'Ardennais suédois représentait encore la majeure partie des étalons de race enregistrés dans ce pays, malgré son déclin. C'est à cette époque qu'une prise de conscience a lieu dans les pays d'Europe du Nord, relative à la préservation des races d'animaux domestiques. Le gouvernement suédois conduit une enquête en 1978, et finance à partir de 1984 la Nordic Gene bank for Farm Animals (banque de gènes nordique des animaux de ferme) qui conserve, entre autres, des gamètes de représentants de cette race.
En 1998, ses effectifs sont tombés à un niveau très bas, et il connaît toujours un fort déclin au début du XXIe siècle, dû à l'absence de demande,,. Selon la Sveriges Radio, en 2025, des mesures de soutien à son élevage sont à l'étude, notamment des aides à la reproduction et des passeports gratuits.

## Description

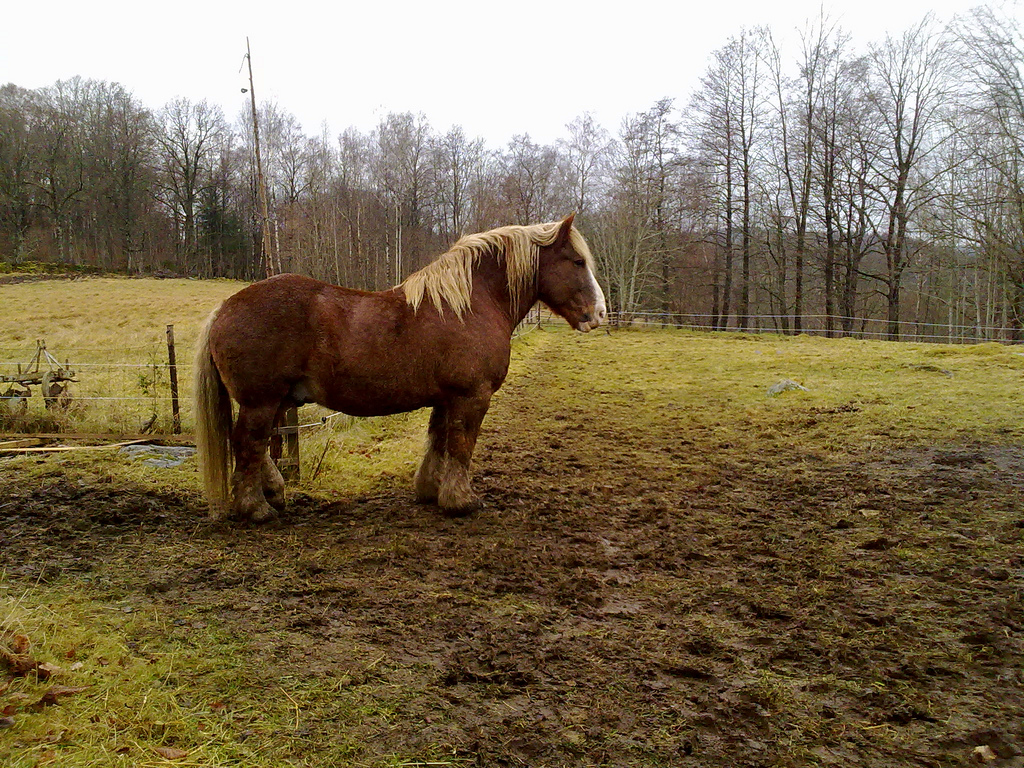
Un Ardennais suédois alezan aux crins lavés nommé Tellus, en 2009.

Martin Haller décrit l'Ardennais comme une famille de races locales très proches les unes des autres, l'Ardennais suédois étant une branche de cette famille. Il est très proche du Trait belge et de l'Ardennais, étant génétiquement en grande partie issu de ce dernier,. 
Cependant, d'après Kristine Fransson, il diffère suffisamment de l'Ardennais d'origine pour avoir le statut de race séparée. Il ne faut pas le confondre avec l'Ardennais baltique, ou Ardennais letton, une race éteinte également issue de l'Ardennais, mais historiquement élevée dans les pays baltes.
Les chevaux élevés en montagne sont plus petits et agiles que ceux élevés en plaine.

### Taille et poids
C'est un cheval de trait de taille moyenne. Les encyclopédies spécialisées donnent des fourchettes de taille similaires, Caroline Silver citant 1,52  à   1,60 m, CAB International (2016) indiquant de 1,52  à   1,62 m au garrot, le guide Delachaux (2016) de 1,55  à   1,63 m, l'auteur italien Maurizio Bongianni (1987) 1,53  à   1,63 m, et l'autrice tchèque Helena Kholová 1,55  à   1,62 m. 
Le poids va de 500  à   600 kg selon CABI, 500  à   700 kg selon Bongianni, 550  à   800 kg selon le Guide Delachaux, 500  à   800 kg selon les sites spécialisés NordGen et Nordensark.

### Morphologie

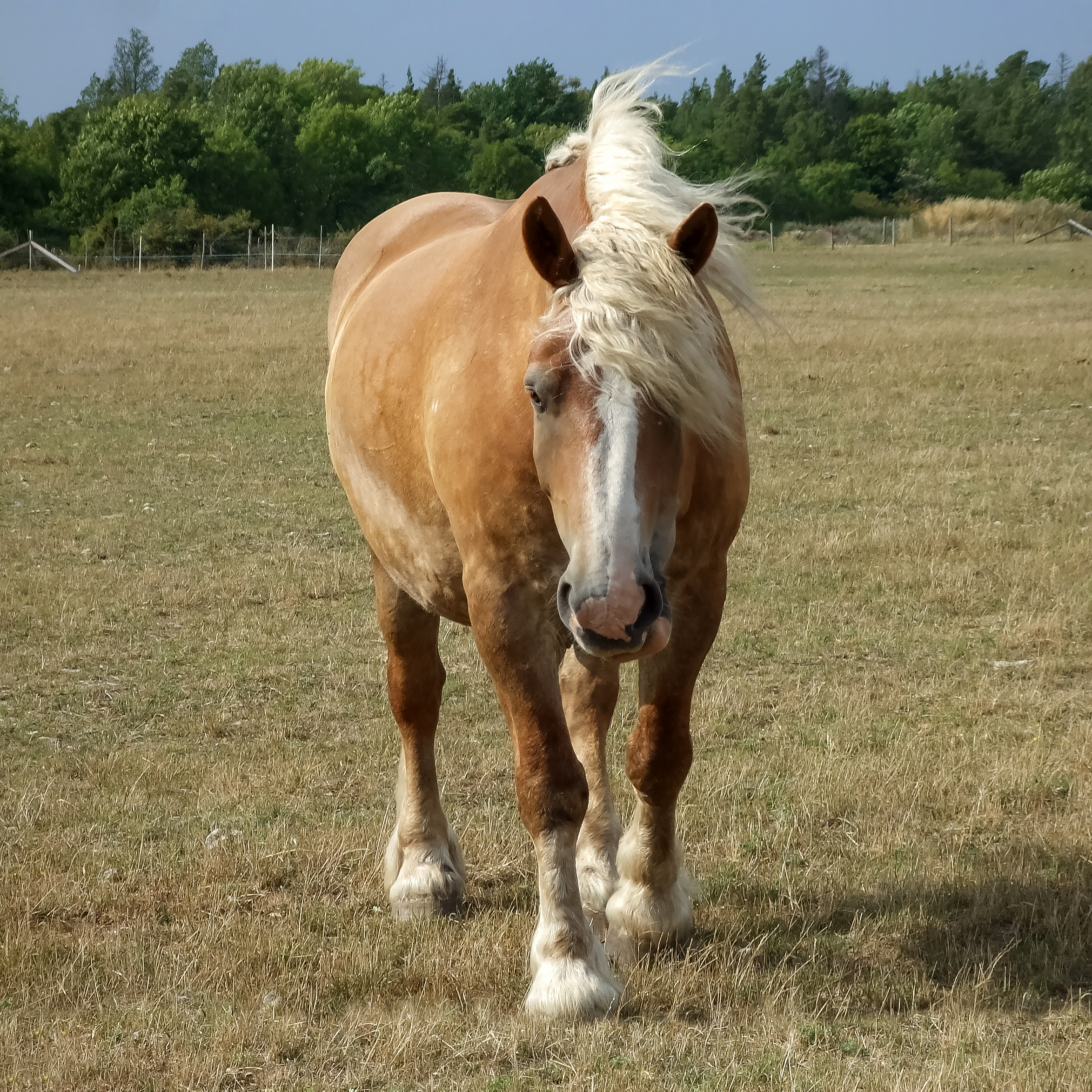
Ardennais suédois à Tofta, sur l'île de Gotland, en 2008.

Le modèle est bréviligne. Il est d'apparence trapue et compacte, jugée inélégante. 
Sa tête est lourde et imposante,, avec un profil rectiligne,, un front large et de petits yeux,. Son encolure est courte et forte, très musclée,,, de forme rouée, avec une protubérance longitudinale bien visible. Le garrot est peu sorti,, large et musclé. Son poitrail est large et profond,, son dos est court,, et son épaule inclinée et musclée. La profondeur de sangle (tour de poitrine) est très importante,. La croupe est musclée et ronde,, large et généralement double, d'une grande puissance. Ses membres sont courts et forts,, légèrement plus courts que chez l'Ardennais. Le pied est large, et de forme arrondie. La corne du sabot est solide.
Le toupet de la crinière est abondant. La queue et la crinière sont touffues, plus que chez l'ardennais, en revanche, en raison des fortes chutes de neige, ses fanons sont moins fournis,.

### Robe
Il est généralement de robe baie, qui forme la couleur la plus fréquente, parfois bai-brun, noir, alezan,, dont la variante alezan brûlé, ou bien rouan,.

### Tempérament et entretien

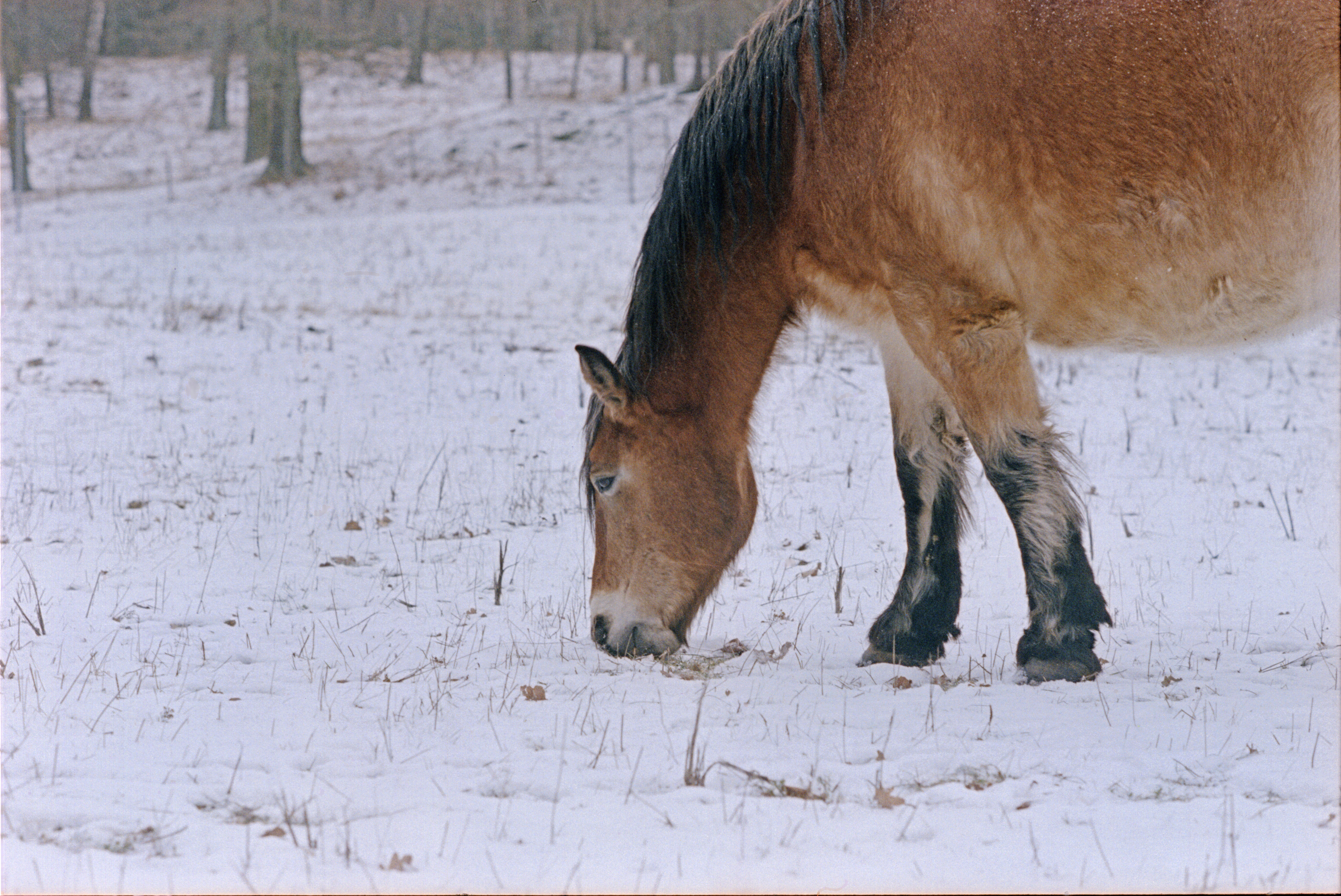
Ardennais suédois pendant l'hiver, par - 6 °.

Robustes et frugaux, ces chevaux se sont adaptés à l'environnement suédois, et se révèlent plus vigoureux et résistants que les Ardennais belges dont ils sont issus. Le caractère est réputé docile,. L'espérance de vie est longue.

### Sélection
L'Ardennais suédois est sélectionné historiquement sur la base de l'utilisation. 
La conservation de la race est gérée sous la responsabilité du ministère de l'agriculture de Suède (Jordbruksdepartementet), les actions de terrain étant suivies par la Avelsföreningen Svenska Ardennerhästen, l'association d'élevage de l'Ardennais suédois. Des critères de sélection sont mis en place pour l'enregistrement dans le registre généalogique. Un étalon ne peut y être enregistré que s'il descend sur cinq générations d'ascendants Ardennais suédois, tous eux-mêmes inscrits dans ce registres, analyse génétique à l'appui. De plus, les actes de reproduction et les poulains éventuellement déjà nés sont analysés afin de s'assurer que le reproducteur mâle ne transmet pas de défauts génétiques. Les juments sont soumises aux mêmes critères de sélection sur l'ascendance, tous les ascendants mâles devant être présents dans le registre. D'après la présidence de l'association de race, toute la documentation généalogique est soigneusement conservée depuis le début du XXe siècle.
Le faible renouvellement des générations met la race en danger de perte de lignées génétiques. Une nouvelle association créée par Emma Guve et Linda Hell, Ardennerklubben Dalarna, se mobilise en 2025 pour relancer les naissances chez cette race,.

## Utilisations
Ce sont des chevaux de traction lourde, notamment agricole,, utilisés depuis longtemps dans les activités agricoles en Suède. L'Ardennais suédois sert de cheval de débardage dans les lieux inaccessibles aux véhicules motorisés,,,. Cet usage est majoritaire pour la race dans ce pays. Parmi les utilisateurs de cette race au débardage, Emil Sund a en 2022 deux Ardennais d'une tonne chacun, dans la commune de Gagnef.
L'Ardennais suédois peut aussi être abattu pour sa viande. Le poids moyen de la carcasse après l'abattage est de 400 kg.
Par croisement, il a influencé le Finlandais, le Trait estonien,, ainsi que le Trait lituanien. En 1925, des Ardennais suédois ont en effet été importés en Lituanie.

## Diffusion de l'élevage
Il est propre à la Suède, ce pays restant en 2003 la principale région d'élevage de l'Ardennais à l'échelle internationale. La race est indiquée comme locale et rare sur la base de données DAD-IS. L'étude menée par l'université d'Uppsala, publiée en août 2010 pour la FAO, signale le Swedish Ardennes comme une race locale européenne menacée d'extinction ; DAD-IS et NordGen le signalent aussi comme étant en danger d'extinction (en 2025). En 2016, les effectifs sont situés dans une fourchette entre 1 000 et 5 000 têtes. Une estimation datée de 2005 signalait environ 4 500 chevaux Ardennais suédois en Suède, pour 570 juments mises à la reproduction chaque année.
Une ferme à Broddarps socken (sv), dans le comté de Västra Götaland, détenait quatre étalons approuvés à la reproduction en 2023. En 2024, seules 85 naissances de poulains de cette race sont recensées par l'association Avelsföreningen för Svenska Ardennerhästen, un chiffre que sa présidente, Kristine Fransson, décrit comme « effrayant », les nouvelles naissances étant pour la première fois inférieures à 100. C'est le chiffre le plus faible parmi les trois races de chevaux suivies par le département de l'agriculture (Jordbruksverkets). 
Par ailleurs, l'ouvrage Equine Science (4e édition de 2012) le classe parmi les races de chevaux de trait peu connues au niveau international.

## Dans la culture
Kristine Fransson estime que des préjugés relatifs à cette race de chevaux puissent être responsables de son faible succès, de nombreuses personnes pensant à tort que les chevaux de trait seraient mous, maladroits et difficiles à manipuler.
L'Ardennais suédois est un patrimoine culturel en Suède, de nombreux habitants ayant un souvenir nostalgique lié à un animal de cette race utilisé dans l'agriculture. L'éleveur Niklas Johansson déclare ainsi que « C'est l'un de nos patrimoines culturels les plus importants, et tout le monde devient nostalgique quand il voit un Ardennais ».

### Note
1. ↑  Cette date ne concorde pas avec celle fournie par CAB International et est antérieure aux principales importations ; il pourrait plutôt s'agir de la date de création du registre généalogique de l'Ardennais belge.